# Wybory generalne w Tunezji w 2009 roku
Wybory generalne w Tunezji w 2009 roku – wybory prezydenckie oraz wybory do Izby Deputowanych, niższej izby parlamentu Tunezji, przeprowadzone 25 października 2009. Zwycięstwo w wyborach z niemalże 90-procentowym poparciem odniósł urzędujący prezydent Zin Al-Abidin Ben Ali, a jego partia zdobyła większość miejsc w parlamencie.

## Sytuacja polityczna i organizacja wyborów

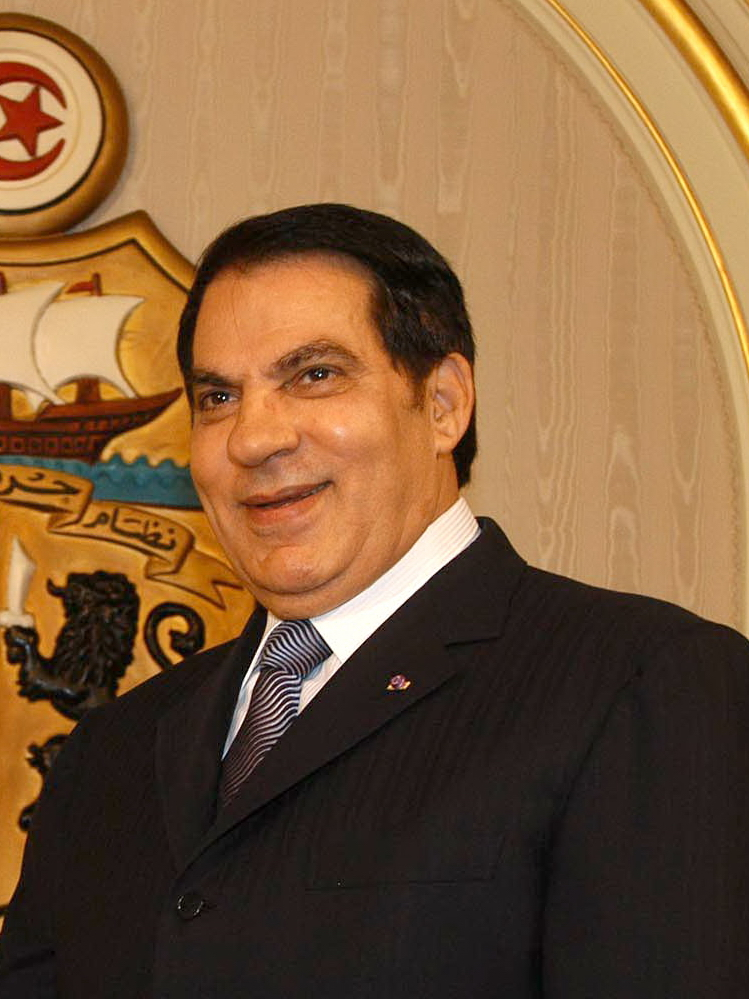
Prezydent Ben Ali.

Tunezja od 1987 rządzona jest przez prezydenta Zin Al-Abidina Ben Alego, stojącego na czele Zgromadzenia Demokratyczno-Konstytucyjnego (RCD, Rassemblement Constitutionel Démocratique). Opozycja nie odgrywa znaczącej roli na scenie politycznej, jest słaba i rozdrobniona, a swobody polityczne w kraju są ograniczone. Ben Ali był jedynym kandydatem w wyborach prezydenckich w 1989 oraz w 1994. Wygrał również pierwsze pluralistyczne wybory w 1999. Referendum z maja 2002, które wprowadziło do konstytucji przepis o nieograniczonej reelekcji prezydenta, pozwoliło mu na udział i zwycięstwo w kolejnych wyborach w 2004. Według oficjalnych wyników uzyskał w nich 94,4% głosów. 30 lipca 2008, na kongresie RCD, Ben Ali ogłosił swój start w piątych z rzędu wyborach prezydenckich, w których uważany jest za głównego faworyta.
W sierpniu 2009 Nadżib Szebbi, przywódca Postępowej Partii Demokratycznej (PDP, Parti démocrate progressiste), uważany za głównego lidera opozycji, zrezygnował ze startu w wyborach w proteście przeciwko procesowi wyborczemu, któremu zarzucił brak "minimum wolności, praworządności i przejrzystości". 24 września 2009 udział w wyborach ogłosił sekretarz generalny Demokratycznego Forum na rzecz Pracy i Wolności (FDTL, Forum démocratique pour le travail et les libertés), Mustapha Ben Jaafar. Jednak ostatecznie nie mógł w nich wystartować, z powodu uchwalonego przez parlament kilka dni później prawa zezwalającego na start w wyborach prezydenckich tylko kandydatom zajmującym od co najmniej dwóch lat stanowisko przewodniczącego swojej partii politycznej. Ben Jafaar tymczasem stał na czele FDTL od maja 2009.
1 października 2009 komisja wyborcza opublikowała ostateczną listę kandydatów dopuszczonych do udziału w wyborach. Znalazły się na niej 4 osoby: prezydent Ben Ali, Ahmed Ibrahim, przewodniczący opozycyjnego Ruchu Ettajdid (Mouvement Ettajdid), Mohamed Bouchiha z Partii Jedności Ludowej (PUP, Parti de l'Unité Populaire) oraz Ahmed Inoubli z Unii Demokratycznych Unionistów (UDU, Union Démocratique Unioniste). Spośród trzech rywali prezydenta, tylko Ibrahim uważany jest za rzeczywistego przedstawiciela środowiska opozycyjnego. Bouchiha oraz Inoubli postrzegani są jako kandydaci prorządowi. 
Do udziału w wyborach uprawnionych było ok. 5,2 mln obywateli. Przy okazji ich organizacji obniżone zostało czynne prawo wyborcze z 20 do 18 lat.

## Kampania wyborcza
Od 11 do 23 października 2009 w Tunezji trwała kampania wyborcza. W jej trakcie, prezydent Ben Ali obiecywał redukcję bezrobocia, poprawę warunków pracy i 40-procentowy wzrost dochodów państwa w przeliczeniu na mieszkańca. Zobowiązał się do większej demokratyzacji kraju, wspierania przez państwo partii politycznych, prasy i mediów. Zadeklarował również podejmowanie działań na rzecz wzmocnienia lokalnej demokracji oraz partnerstwa pomiędzy państwem i organizacjami obywatelskimi. Swój program wyborczy zawarł w 24 punktach, a streścił w wyborczym haśle "Razem, by sprostać wyzwaniom". 
Główny kandydat opozycyjny, Amhed Ibrahim, zobowiązał się do zapewnienia pełnej przejrzystości w zarządzaniu krajową gospodarką oraz reformy podatkowej mającej polepszyć sytuację materialną pracowników i klasy średniej. Za cel postawił sobie także zmniejszenie bezrobocia, reformę edukacji i "przywrócenie wolności" Tunezji. Zaapelował o zerwanie z autorytaryzmem, nepotyzmem i nierównością w podziale dóbr. Kandydaturę Ibrahima poparła opozycja partia FDTL. Natomiast Postępowa Partia Demokratyczna (PDP) zapowiedziała bojkot wyborów, zarówno prezydenckich jak i parlamentarnych.
Mohamed Buchiha w swoim programie wyborczym wezwał do stworzenia systemu demokratycznego z zachowaniem większej równowagi między władzą ustawodawczą i wykonawczą, zwiększenia znaczenia władz regionalnych i miejskich, ustanowienia niezależnego sądownictwa i bardziej przejrzystego procesu wyborczego. Ahmed Inoubli zaapelował o dokonanie reformy prawa wyborczego i wprowadzenie systemu większościowego oraz poszerzenie roli i uprawnień parlamentu.

## Wyniki wyborów
Wybory prezydenckie, zdecydowaną większością prawie 90% głosów, wygrał prezydent Ben Ali. Jego partia zdobyła natomiast 116 spośród 214 miejsc w Izbie Deputowanych.

### Wyniki wyborów prezydenckich

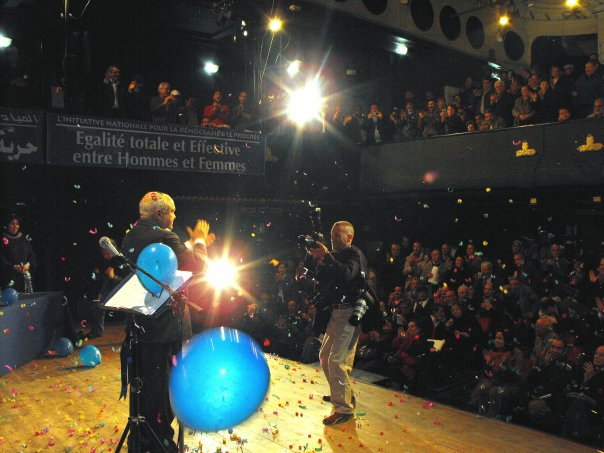
Spotkanie wyborcze Ahmeda Ibrahima.

| Kandydat - Partia polityczna | Kandydat - Partia polityczna  | Liczba głosow      | %      |
| ---------------------------- | ----------------------------- | ------------------ | ------ |
|                              | Zin Al-Abidin Ben Ali (RCD)   | 4 238 711          | 89,62% |
|                              | Mohamed Bouchiha (PUP)        | 236 955            | 5,01%  |
|                              | Ahmed Inoubli (UDU)           | 176 726            | 3,80%  |
|                              | Ahmed Ibrahim (Ruch Ettajdid) | 74 257             | 1,57%  |
| Razem                        | Razem                         | 4 737 367 (89,45%) | 100%   |
| Źródło:                      |                               |                    |        |

### Wyniki wyborów parlamentarnych
| Partia polityczna | Partia polityczna                                                                     | Liczba głosów      | %      | +/– | Liczba mandatów | +/– |
| ----------------- | ------------------------------------------------------------------------------------- | ------------------ | ------ | --- | --------------- | --- |
|                   | Zgromadzenie Demokratyczno-Konstytucyjne (Rassemblement constitutionnel démocratique) | 3 754 559          | 84,59% |     | 161             | +9  |
|                   | Ruch Demokratów Socjalistów (Mouvement des démocrates socialistes)                    | 205 374            | 4,63%  |     | 16              | +2  |
|                   | Partia Jedności Ludowej (Parti de l'unité populaire)                                  | 150 639            | 3,39%  |     | 12              | +1  |
|                   | Unia Demokratycznych Unionistów (Union démocratique unioniste)                        | 113 773            | 2,56%  |     | 9               | +2  |
|                   | Partia Socjalliberalna (Parti social-libéral)                                         | 99 468             | 2,24%  |     | 8               | +6  |
|                   | Partia Zielonych na rzecz Postępu (Parti des verts pour le progrès)                   | 74 185             | 1,67%  |     | 6               | +6  |
|                   | Ruch Ettajdid (Mouvement Ettajdid)                                                    | 22 206             | 0,50%  |     | 2               | -1  |
|                   | Pozostałe partie i listy                                                              | 18 293             | 0,41%  |     | 0               | 0   |
|                   | Razem                                                                                 | 4 447 388 (89,40%) | 100%   | -   | 214             | +25 |
| Źródło:           |                                                                                       |                    |        |     |                 |     |